# Королевство Литва (1918)
Королевство Литва (лит. Lietuvos Karalystė; также Литва) — заявленная  в период с 11 июля по 2 ноября 1918 года форма государственного устройства, возникшая в Литве. Литовская Тариба приняла постановление о провозглашении Литвы конституционной монархией. На королевский престол решено было пригласить немецкого принца и военного Вильгельма фон Ураха, который должен был короноваться под тронным именем Миндовг II (лит. Mindaugas II). После долгих споров в правительстве накануне поражения Германской Империи в войне, 2 ноября 1918 года приглашение Вильгельму было отозвано, а монархия упразднена.

## Предыстория
Во время Первой мировой войны в 1915 году германские войска оккупировали западные области Российской империи (территория Ober Ost), в том числе литовские губернии. Германские оккупационные власти разрешили провести конференцию в Вильнюсе, в ходе которой был избран Совет Литвы (Литовская Тариба), который начал свою деятельность в целях воссоздания Литовского государства. 11 декабря 1917 года члены Тарибы подписали декларацию, по которой желали видеть Литву в тесном и постоянном союзе с Германией. Однако в декларации провозглашения восстановлении независимости Литовского государства 16 февраля 1918 г. не было ни одного упоминания об альянсе с Германией. После Брестского мира немцы признали независимость Литвы, но на условиях декларации 11 декабря.

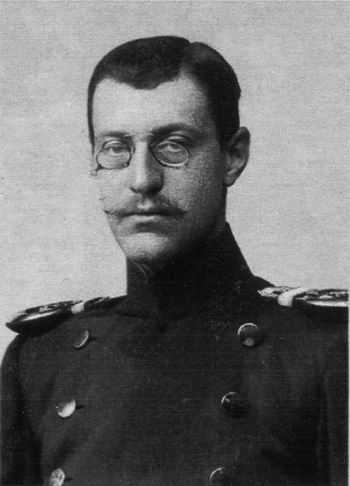
Вильгельм фон Урах

## Приглашение на престол
Германский император Вильгельм заявлял, что желает объединить Пруссию и Литву личной унией под своим началом. В качестве альтернативы предлагал в литовские короли младшего сына Иоахима. Своих кандидатов предлагало Королевство Саксония (принц Фридрих Кристиан). Саксонцы пытались исторически обосновать свой вариант и вспоминали, что саксонские курфюрсты Август Сильный и Август III в 1696—1763 были и великими князьями Литовскими.
Но литовцы желали воссоздать суверенное государство, и поэтому решили избрать собственного кандидата католика в короли. 4 июня они отправили приглашение немецкому католику, военному и принцу из Вюртембергского дома Вильгельму фон Ураху. 11 июля 1918 года Тариба проголосовала (13 голосов за, 5 против, 2 воздержались) за воссоздание Королевства Литва. 12 августа Вильгельм фон Урах получил официальное приглашение на престол.

## Условия восхождения на престол
По условиям Тарибы новый монарх (который должен был взойти на престол под именем Миндовга II (Mindaugas II)) обязывался править страной только в согласии с парламентом и министрами. Король должен был соблюдать конституцию, защищать независимость и территориальную целостность Литвы, должен быть веротерпимым, но сам обязан быть католиком (это было одно из основных требований при выборе короля). Королю нужно было выучить литовский язык, который стал официальным языком государства и при дворе. Король должен был переехать в Литву со своей семьёй. Но Вильгельм так никогда и не побывал в своём королевстве.

## События после решения об избрании

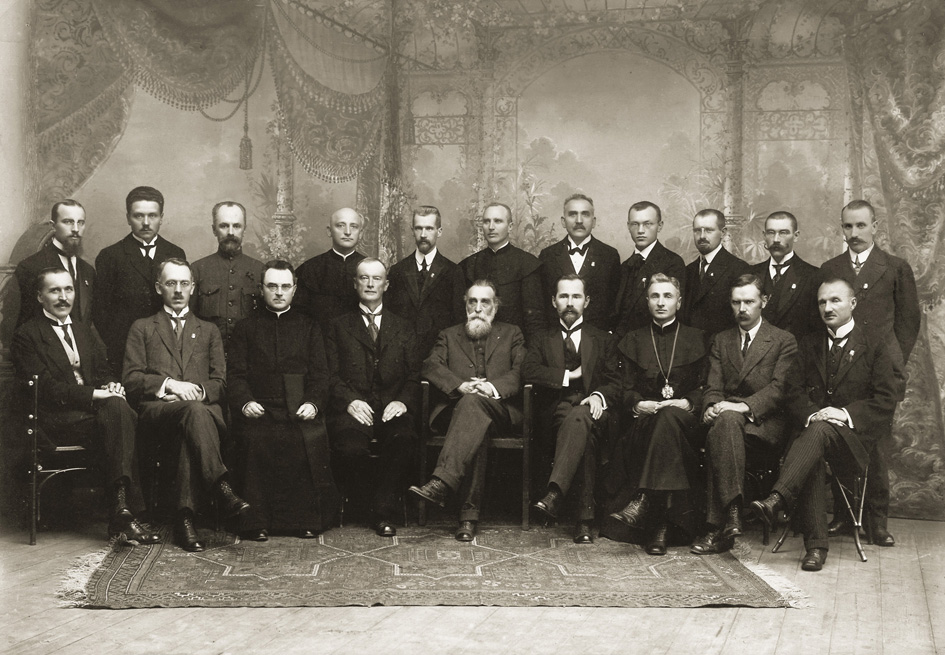
Литовская Тариба

В самой Тарибе некоторые её члены были против монархии в Литве, в частности: Стяпонас Кайрис, Йонас Вилейшис, Миколас Биржишка, Станисловас Нарутавичюс и Пятрас Климас, которые голосовали против. Позже в Тарибе появилось шесть новых членов: Мартинас Ичас, Аугустинас Вольдемарас, Юозас Пурицкис, Елизеюс Драугелис, Юргис Алекна и Стасис Шилингас, которые имели своё мнение, что лучше для Литвы, монархия или республика. Одним из аргументов противников монархии было то, что такой строй противоречит положениям, принятым на Вильнюсской конференции.
Германские власти также отнеслись отрицательно к выбору Тарибы, и требовали, чтобы Литва исполняла свои договорённости по декларации 11 декабря 1917 года. Литовские власти пытались укрыть от немцев сведения о новом короле. Дошло до того, что на месяц закрыли газету «Летувос айдас» („Lietuvos aidas“, «Эхо Литвы») за новость о короле.
После поражения Германии в войне в Тарибе решено было формировать правительство и в результате долгих споров было принято решение о создании Литовской Республики. Приглашение к Ураху было отозвано, а Королевство Литва перестало существовать.